# Palacio Porto de la Piazza Castello
El Palazzo Porto es un palacio en Piazza Castello, Vicenza, en el norte de Italia. Es uno de los dos palazzi de la ciudad diseñados por Andrea Palladio para miembros de la familia Porto (el otro es Palazzo Porto, para Iseppo Porto, en contrà Porti). Solo se construyeron dos secciones, comenzando las obras poco después de 1571. Se desconoce por qué el mecenas, Alessandro Porto, no continuó con el proyecto.

## Historia
Para completar el diseño, que probablemente tenía la intención de tener siete secciones de ancho, el palacio del siglo XV de la familia Porto, que aún se encuentra a la izquierda del gran torso arquitectónico, se habría demolido gradualmente. La estructura fue terminada después de la muerte de Palladio por Vincenzo Scamozzi. El proyecto parece haberse iniciado inmediatamente después de la publicación en 1570 de I quattro libri dell'architettura de Palladio, ya en ese libro no aparece el diseño de este edificio.
Fue ilustrada por Ottavio Bertotti Scamozzi en 1776, quien la denominó Casa Porto y trazó la extensión de los cimientos construidos para ella, sugiriendo que se contemplaba un patio interior con un extremo de exedra, del cual se construyó parte. Bertotti Scamozzi atribuyó su diseño a Vincenzo Scamozzi.

## Arquitectura
Esta obra muestra la influencia de la visita romana de Palladio. Su grandiosa escala no era puramente competitiva con el Thiene, con quien el Porto estaba conectado por matrimonios contemporáneos y cuyo palazzo lo enfrenta a través de la amplia plaza, sino que se corresponde con su posición urbana, destinada a dar forma y dominar un gran espacio abierto.

Las dos secciones construidas definen por completo el programa de la fachada previsto: un orden gigante de columnas compuestas sobre altos zócalos más altos que una persona. La expresión completa del orden en columnas rompe el entablamento con audacia hacia adelante sobre cada columna; tiene una quinta parte de la altura de las columnas y está perforada con ventanas a la manera de Baldassare Peruzzi, para dar luz a las habitaciones de un entrepiso. Un friso tallado con guirnaldas de robles en relieve audaz, que cuelgan de los ábacos de los capiteles, pasa entre ellos, creando una franja ininterrumpida ricamente escultórica a lo largo de la fachada. Las ventanas con frontones triangulares y partidos alternados están provistas cada una de un balcón balaustrado sostenido por ménsulas.

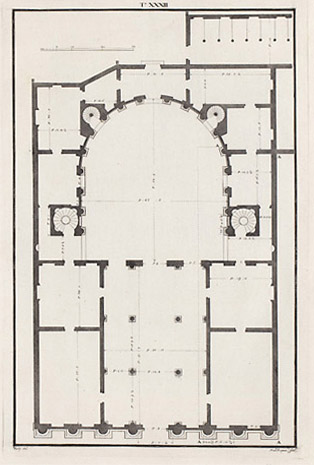
Plano de planta (dibujo de Ottavio Bertotti Scamozzi, 1776
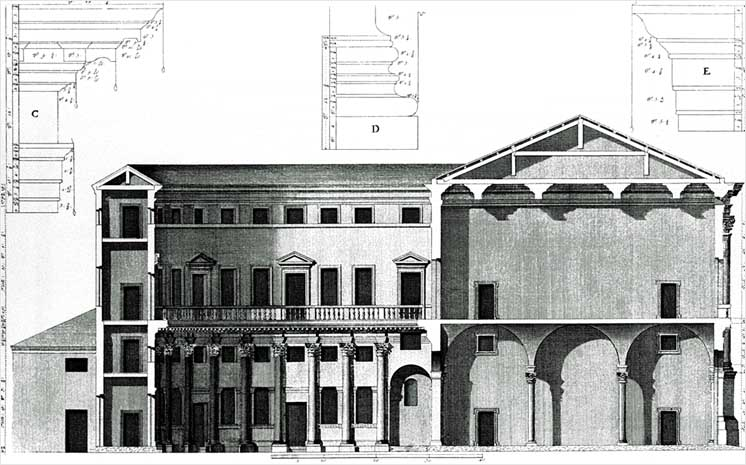
Sección transversal (Ottavio Bertotti Scamozzi, 1776)

## Conservación
En 1994, la UNESCO designó a "Vicenza, ciudad de Palladio" como Patrimonio de la Humanidad para proteger la arquitectura palladiana de Vicenza. En 1996, el sitio se amplió para incluir las villas en otras partes del Véneto y pasó a llamarse " Ciudad de Vicenza y las Villas Palladianas del Véneto ".